# Conocephalus vaginatus
Conocephalus vaginatus är en insektsart som beskrevs av Willemse, C. 1942. Conocephalus vaginatus ingår i släktet Conocephalus och familjen vårtbitare. Inga underarter finns listade i Catalogue of Life.